# Frilandsmuseet i Maribo
De Gamle Huse, også omtalt som Frilandsmuseet i Maribo, er et frilandsmuseum i Maribo på Lolland. Museet er en del af Museum Lolland-Falster og er Danmarks tredjeældste frilandsmuseum. Der er 13 huse, i bindingsværk med klinede tavl og tegl eller stampet ler, genopført på museet. Husene stammer alle fra Lolland-Falster. De er fra slutningen af 1600-tallet til begyndelsen af 1900-tallet. Bygningerne har haft forskellige funktioner som gård, smedje, rebslageri, skolestue og sprøjtehus. Der er anlagt forskellige haver som rosenhave, nyttehave og en have med lægeplanter.
Museet har også en dampmaskine, der har stået på Nysted Savværk, og en lokomobil fra 1872, der har været brugt til pløjning.
Frilandsmuseet i Maribos bygninger og livet i dem er beskrevet i bogen De Gamle Huse - Frilandsmuseet i Maribo fra 2007 af John Erichsen og Luise Skak-Nielsen.

## Historie
Museets historie begyndte i 1923, da Axel Holck, formanden for Lolland-Falsters Stiftsmuseum, der i dag er en del af Museum Lolland-Falster, overtalte De Danske Sukkerfabrikker til at overdrage et 4000 kvadratmeter stort område ved Maribo til bevarelse af gamle huse fra egnen. Museet åbnede i 1927 under navnet "De Gamle Huse" og bestod af syv bygninger, bl.a. Skovridergården fra Vantore. Fra 2020 hedder Frilandsmuseet igen De Gamle Huse.
To år senere blev der indrettet udstillinger i en ladebygning. Det drejede sig om den polske samling, en samling af historiske landbrugsredskaber og inventaret fra en købmandshandel i Rødby. Samme år blev den sjældne dampdrevne pløjemaskine fra 1872 indkøbt.
I 1931 blev den firlængede gård fra Nørre Ørslev på Falster købt. Otte år senere kom skolebygningen til, og ved genopbygningen af denne blev der skabt det hul, som i dag udgør "landsbyens" gadekær. Under 2. Verdenskrig og de følgende tyve år skete der ingen forøgelse af museets bygninger.
I 1960 blev en skovpavillon overdraget fra De Danske Sukkerfabrikker. I samme årti blev museet renoveret og istandsat. I 1970'erne indrettedes en butik i Skovridergården fra Vantore med inventaret fra købmandshandlen i Rødby.
Først i 2003 kom der atter nye bygninger til frilandsmuseet. Denne gang et landarbejderhus fra Godsted. Fra 2009 til 2011 begyndte istandsættelsen af stubmøllen fra Fejø efter en donation fra A.P. Møller og Hustru Chastine Mc-Kinney Møllers Fond til almene Formaal.
I 2019 åbnede Naturlandet Lolland-Falster et info-punkt i Skovridergården med udstilling og formidling af Maribosøernes natur.

## Bygninger

### Ane Huggemands Hus
Ane Huggemands Hus er et husmandssted, der tidligere har hørt under Halsted Kloster. Over indgangsdøren er indskriften "C.R.S. J.H.D. 1803", men det vides ikke med sikkerhed om det er året, hvor huset blev opført. Huset har navn efter sin sidste beboer, der gik under navnet Ane Huggemands. Hun er født i huset i 1840 og boede der til sin død i 1925. Herefter erhvervede museet huset, som var en del af museet ved åbningen i 1927.

### Bihus
Bihuset stammer fra Rørbæk ved Sakskøbing og er formentlig bygget i tysk stil og er fra før 1860.

### Falstergården
Falstergården er en firlænget gård fra Nørre Ørslev på Falster. Størstedelen af gården er fra 1800-tallet, men stalden kan føres tilbage til 1700-tallet, hvor den blev brugt som både stald og beboelse. I midten af 1700-tallet var gården den ene halvdel af en tvillingegård, hvor to gårde var bygget sammen, for at gøre konstruktionen nemmere og billigere. Gården blev blev købt af museet i 1931, hvorefter den blev flyttet til Maribo og genopført.

### Godstedhuset
Godstedhuset eller Havehuset fra Ulriksdal er et hus fra 1872 og var oprindeligt en del af Ulriksdal Gods. Huset blev opført til tjenestefolkene på godset og svenske og polske  landarbejdere. Huset var beboet helt frem til 1999.
Det blev i 2003 overdraget til museet af Engestofte-Søholt Fonden, nu William O. Berntsens fond og blev genopført 2004 til 2006. Det er indrettet som i 1920'erne.

### Kapellanboligen
Kapellanboligen stammer fra Landet ved Christianssæde, hvor den var en del af en præstegård i tre længer. Bygningen er formentligt opført i sidste halvdel af 1600-tallet. Kapellanboligen var til kapellanen eller hjælpepræsten.
Da bygningen oprindeligt var en del af en sidelænge, blev der foretaget ændringer ved flytningen, for at den kunne stå alene. Andre ændringer blev foretaget for at føre bygningen tilbage til 1720'erne, før flere nyere ombygninger. Byggematerialet til ændringerne kom bl.a. fra præsteboligens stuehus. Bygningen søges stadig tilbageført til 1720. 
Kapellanboligen var en af de syv oprindelige bygninger ved åbningen i 1927.

### Laden
Laden var tidligere en del af det, der i dag kendes som Gammel Skovnæs, der blev opført i 1860. En brand i 1916 ødelagde tre længer af gården, men både hovedbygningen og laden gik fri, men driften blev alligevel flyttet. Frilandsmuseet i Maribo ligger der, hvor den oprindelige gård lå. Laden er en såkaldt agerumslade, hvor vogne kan køre igennem. Det gør det nemmere at læsse af.
Laden er den eneste af frilandsmuseets bygninger, der er bygget i grundmur. Den blev en del af museet allerede i 1929. Her blev indrettet tre udstillinger i bygningen, men den ene ende blev stadig brugt som kornlager. Bygningen blev endeligt overdraget i 1972, hvorefter den blev tilbageført til sit oprindelige udseende, efter at der havde været indrettet bolig i den.

### Landsbysmedjen
Landsbysmedjen er opført i begyndelsen af 1800-tallet og stammer fra Majbølle i Lolland. Den hørte under Guldborgland baroni, hvor den betjente Berritzgård og Orebygård. Da frilandsmuseet erhvervede bygningen fulgte inventaret ikke med, og det stammer fra en lignende smedje fra Maribo. Landsbysmedjen var en af de syv bygninger ved åbningen i 1927.

### Lokhuset
Lokhuset eller Jens Loks Hus stod oprindeligt på Ørbygård og var en del af baroniet Juellinge. Huset blev opført først i 1800-tallet som bolig for de ansatte på hovedgården. Bygningen er er et lerhus fremstillet uden bindingsværk. Væggene er af ler er stampet i flere lag i træforme. Ved overdragelse medfulgte det originale inventar, indsamlet af grevinde Agnes Krag-Juel-Vind-Frijs. Det består af udskårne møbler, fajance, ting i tin samt kobber- og messingtøj. Hele samlingen er ikke en del af huset længere. Museet var mere interesseret i inventaret end selve huset, men samlingen blev kun overdraget på betingelse af, at huset fulgte med. Dele af samlingen kan dog stadig ses i huset.
Huset er opkald efter Jens Nielsen Lok, der boede i det i 1870. Lokhuset blev skænket til museet i 1926 af Halsted Kloster og var en del af de oprindelige syv huse ved åbningen i 1927.

### Maltkøllen
Maltkøllen stod oprindeligt i Vester Ulslev. Huset blev brugt til maltning til øl. Grundet brandfaren ved tørring af malten blev der ofte opført enkeltstående bygninger til denne proces.
Det er kun bygningen ydre, der er oprindeligt, idet det indvendige er rekonstrueret efter beskrivelser af den tidligere ejer.
Maltkøllen blev flyttet til Frilandsmuseet i Maribo i 1925 og var en af de syv bygninger på museet ved åbningen i 1927.

### Skovpavillonen
Skovpavillonen blev bygget i 1853 tæt på, hvor frilandsmuseet ligger. Det blev brugt som forlystelseshus af borgerskabet indtil justitsråd Meincke omdannede bygningen til mejeri i 1867 efter at have anlagt gården Skovnæs få år tidligere. I 1894 blev skovpavillonen solgt og indrettet til bolig for sæsonarbejdere i skoven. De Danske Sukkerfabrikker overtog bygningen i 1898 og i 1911 overtog kommunen bygningen.
I begyndelsen af 1930'erne blev bygningen ændret fra bolig for sæsonarbejdere til kornmagasin. Frilandsmuseet fik bygningen i 1960, og den er ikke flyttet fra sin oprindelige plads. Skovpavillonen bruges til caféarrangementer, hvor der bliver serveret kager fra 17- og 1800-tallet.

### Rebslageri
Rebslageren stammer fra Sundby på det østligste Lolland lige ved Nykøbing Falster. Bygningen stammer fra en professionel rebslager.

### Skovridergården
Skovridergården blev bygget 1655-1660 i Vantore, men har siden fået foretage en del forandringer og udvidelser. Da Axel Holck overtog huset, blev det undersøgt om det kunne bringes tilbage til sin oprindelige stand, men forandringerne var så store, at det blev besluttet at sætte en husmandsstue fra Vester Ulslev ind i stedet. I 1970'erne blev bygningen omdannet til butik med inventar  fra en købmandshandel i Rødby, der tidligere havde været udstillet i laden. Bygningen har haft funktion som butik og cafe siden. Skovridergården blev overdraget til frilandsmuseet i 1924 og er en af de syv bygninger der har været på museet siden det åbnede.
Skovridergården fik i 2019 tilført en nybygget vinkel, som nu danner rammen for formidlingen af Naturpark Maribosøerne. I samme ombæring blev butikken indrettet på ny.

### Sprøjtehuset
Sprøjtehuset stammer fra Errindlev på det sydlige Lolland. Sprøjten er fremstillet i 1865 af en kobbersmed fra Maribo og har været i brug i Hillested. Bygningen blev en del af frilandsmuseet i 1937.

### Stubmøllen
Stubmøllen eller Fejø stubmølle er formentlig fra slutningen af 1600-tallet. Den nævnes i et dokument fra 1824 i forbindelse med brandtaksering. Fra 1833 indtil 1924, da den blev købt af Frilandsmuseet, var den ejet af samme familie, og den var i brug helt frem til 1921. Møllen stod tidligere på Fejø, hvor den var den ene af to møller. Fejø stubmølle var tilknyttet Vesterby. 
Axel Holck erhvervede møllen til museet i 1924 og den er blandt de syv oprindelige bygninger på stedet.
En donation fra A.P. Møller og Hustru Chastine Mc-Kinney Møllers Fond til almene Formaal gjorde det muligt at renovere og flytte møllen til et andet sted på museet i 2009-2011.

### Skolen
Christiansmindeskolen eller Langet Skole er opført i 1817 og udvidet i 1828. Den stod oprindeligt i Langet, Østofte Sogn og var en af de ti skoler, som C.D.F. Reventlow lod opføre for at uddanne befolkningen. Skolebygningen står, som den gjorde efter ombygningen i 1828, hvor boligen til læreren blev udvidet og indgangen  blev separeret fra elevernes indgang til skolen. Inventaret er ikke oprindeligt, men kopier af det, der blev anvendt i 1860'erne. Bygningen blev brugt som skole helt frem til 1904 og blev opført på Frilandsmuseet i 1939.